# 먹가뢰
먹가뢰(학명: Epicauta chinensis taishoensis)는 가뢰과의 딱정벌레이다.
유충 시기에는 메뚜기가 땅속에 낳은 알을 먹고 자라나, 성충으로 자란 뒤에는 콩의 잎이나, 배추 잎 등을 먹는 초식성 곤충이다. 생김새의 경우 몸의 길이는 약 1.7~2cm이며, 몸통은 검은색이고 머리는 붉은색이다. 중앙과 겉날개에는 황색의 세로줄이 있다.